# Safet Berisha
Safet Berisha (ur. 11 listopada 1949 w Durrës, zm. 19 października 2016 w Arezzo) – albański piłkarz, w latach 1970–1981 reprezentant Albanii. Był kapitanem klubu Partizani Tirana oraz reprezentacji Albanii.
Po zakończeniu kariery piłkarskiej, w 1992 roku przeniósł się do Bari, gdzie pracował jako kierowca autobusu szkolnego, a w 1998 roku do śmierci mieszkał w Arezzo.
Zmarł dnia 19 października 2016 w Arezzo, jego ciało zostało przetransportowane do Albanii, gdzie 22 października tegoż roku odbył się jego pogrzeb.

## Życie prywatne
Miał dwóch synów: Eltona (ur. 1978) i Juliana (ur. 1981). Nigdy nie poznał swoich biologicznych rodziców.